# Moira Shearer
Moira Shearer, Lady Kennedy, född King den 17 januari 1926 i Dunfermline, Fife, Skottland, död 31 januari 2006 i Oxford, Oxfordshire, var en brittisk skådespelare och ballerina.

## Biografi
Shearer, som växte upp i Skottland och Nordrhodesia (nuvarande Zambia), började dansa balett som sexåring. Hon gjorde professionell debut som 15-åring, och vid 16 års ålder blev hon medlem av den berömda baletteatern Sadler's Wells i London. Hon dansade alla berömda balettroller och kallads en ny Margot Fonteyn. Shearer turnerade även runt i USA med Sadler's Wells.
Denna rödhåriga, spröda och älvlika kvinna fick ett sensationellt genombrott 1948 för sin huvudroll i den vackra och tragiska balettfilmen De röda skorna, som blev en enorm framgång världen över, inte minst i Sverige.
Hon var programledare i Eurovision Song Contest 1972 och 1974 återvände hon till Londonscenen, där hon hade en dramatisk roll i pjäsen Man and Wife.
Sedan 1950 var hon gift med den kände brittiske nyhetsanalytikern och författaren Sir Ludovic Kennedy och de fick tre döttrar och en son.

## Filmografi i urval
- De röda skorna (1948)
- Hoffmans äventyr (1951)
- The Man Who Loved Redheads (1955)
- Peeping Tom – en smygtittare (1960)